# Планковское давление
Пла́нковское давле́ние — единица давления в планковской системе единиц, обозначаемая pP, величина, имеющая размерность давления и, как и другие планковские единицы, составленная из произведения фундаментальных констант в соответствующих степенях.
{\displaystyle p_{\text{P}}={\frac {F_{\text{P}}}{l_{\text{P}}^{2}}}={\frac {c^{7}}{\hbar G^{2}}}\approx } 4,63309 × 10113 Па,
где
{\displaystyle F_{\text{P}}} — планковская сила,
{\displaystyle c} — скорость света в вакууме,
{\displaystyle \hbar } — постоянная Дирака,
{\displaystyle G} — гравитационная постоянная,
{\displaystyle l_{\text{P}}} — планковская длина.
Уровень звукового давления — измеренное по относительной шкале значение звукового давления, отнесённое к опорному давлению {\displaystyle p_{\mathrm {SPL} }} = 20 мкПа, соответствующему порогу слышимости синусоидальной звуковой волны частотой 1 кГц:
{\displaystyle \mathrm {SPL} =20~\mathrm {lg} ~{p \over 20~\mu \Pi \mathrm {a} }} дБ.
- 2367 дБ SPL — 4,63309 × 10113 Па — планковское давление.